# Oprijlaan

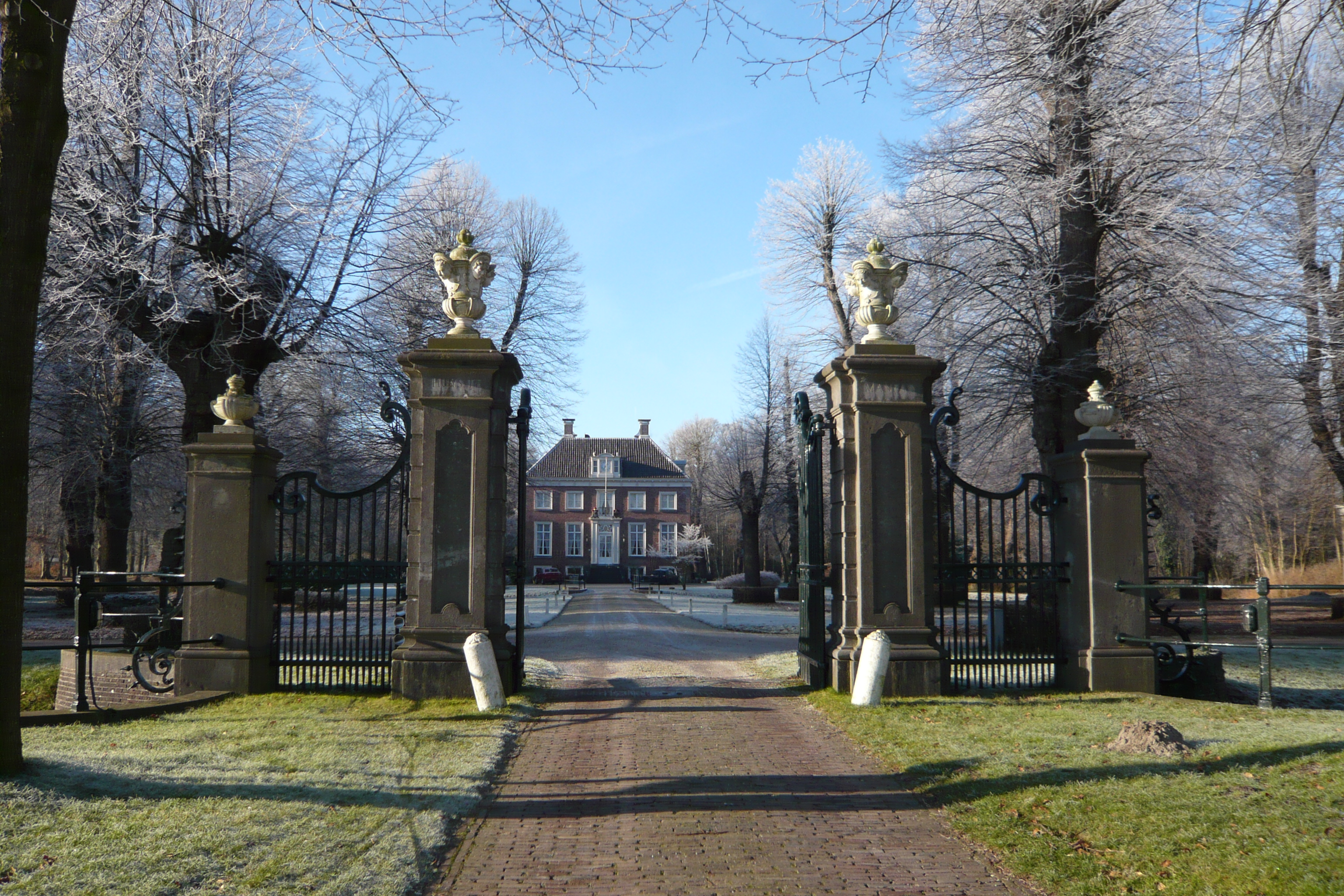
Toegangshek en oprijlaan bij Huis te Manpad

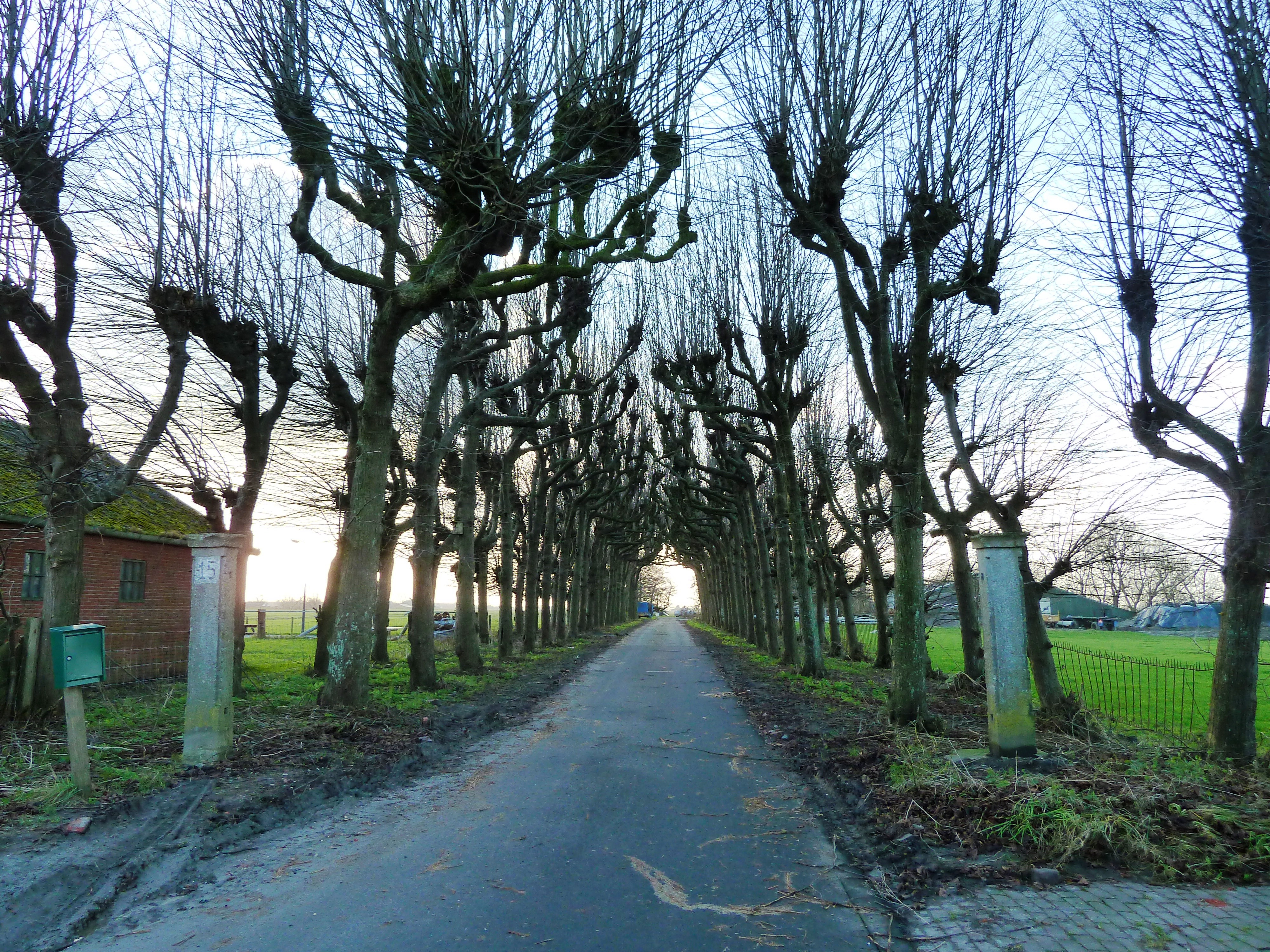
Oprijlaan met bomen voor Huis te Lellens

Een oprijlaan is een weg die toegang verschaft tot een woning of ander gebouw. Oprijlanen maken normaal gesproken deel uit van het grondgebied van het object waar de weg naartoe loopt.
Een lange oprijlaan kan worden gezien als statussymbool, aangezien het aangeeft dat het grondgebied van de eigenaar omvangrijk is. Een oprijlaan kan vaak worden afgesloten met een toegangshek. De oprijlaan wordt in landschapsarchitectuur vaak als zichtas gebruikt. Aan de beide zijden van een oprijlaan werd er vaak een of meerdere rijen bomen geplaatst.
Een eenvoudige vorm van een oprijlaan is een oprit.